# Óscar Sánchez
Óscar Carmelo Sánchez Zambrana (Cochabamba, 16 de julho de 1971 – La Paz, 23 de novembro de 2007) foi um futebolista e treinador de futebol boliviano que atuava como zagueiro. Jogou a Copa de 1994 e foi vice-campeão da Copa América de 1997 pela Seleção Boliviana, onde chegou a ser o capitão.

## Carreira
El Lobo Jujeño, como era conhecido, iniciou sua carreira nas categorias de base do Aurora, porém não chegou a ser promovido ao elenco principal. Profissionalizou-se em 1991, no The Strongest, vencendo o Campeonato Boliviano de 1993. Jogou 163 partidas e fez 22 gols durante a primeira passagem a serviço do Tigre.
Teve ainda razoável passagem pelo futebol da Argentina, defendendo Gimnasia de Jujuy (1997 a 1998) e Independiente (1998 a 1999). Voltaria ao The Strongest em 2000, conquistando a Copa da Bolívia no mesmo ano. Entre 2002 e 2006, passou pelo Bolívar, principal rival dos aurinegros - é um dos 20 jogadores que defenderam as 2 equipes na história. Foi em La Academía que Sánchez conquistou os últimos títulos de sua carreira, em 2002, 2004 (Torneio Apertura), 2005 e 2006 (Torneio Clausura), além do vice-campeonato na Copa Sul-Americana de 2004.
Regressou pela segunda vez ao The Strongest em 2007, se aposentando após 6 partidas. Somando as 3 passagens pela equipe, o zagueiro atuou 224 vezes e marcou 33 gols. No mesmo ano foi nomeado técnico do clube após a saída de Sergio Óscar Luna, conquistando a Copa Aerosur.

## Seleção Boliviana
Pela Seleção Boliviana, o zagueiro atuou em 78 jogos e balançou as redes adversárias 6 vezes. Fez parte do elenco que disputou a Copa de 1994, porém não entrou em campo. Ele ainda disputou 3 edições da Copa América (1995, 1997 - na qual foi vice-campeão - e 1999), além da Copa das Confederações de 1999. Com exceção da Copa América de 1995, El Lobo Jujeño jogou sempre ao lado do atacante Erwin Sánchez, com quem não tinha nenhum parentesco.

## Descoberta de tumor no rim e morte
No início de 2007, Sánchez descobriu um tumor maligno no rim e foi obrigado a tirar o órgão. Por este motivo, se aposentou dos gramados em março. Seu jogo de despedida teve inclusive a participação do presidente boliviano, Evo Morales.
Após vencer a Copa Aerosur, deixou o cargo de técnico do The Strongest e foi substituído por Félix Berdeja. Em novembro, faleceria em decorrência de um câncer renal, aos 36 anos de idade.

## Títulos e campanhas de destaque
Seleção Boliviana
- Copa América: 2º lugar (1997)

The Strongest
- Campeonato Boliviano: 1993
- Copa da Bolívia: 2000
- Copa Aerosur del Sur: 2007 (como técnico)

Bolívar
- Campeonato Boliviano: 2002, 2004 (Apertura), 2005 e 2006 (Clausura)